# Bristol Brigand
El Bristol Brigand fue un torpedero/avión de ataque a tierra/bombardero en picado, fabricado por la Bristol Aeroplane Company para reemplazar al Beaufighter. Fueron producidas un total de 147 aeronaves, que sirvieron en la Real Fuerza Aérea. Prestaron servicio principalmente en la Federación Malaya durante la Emergencia Malaya y en Kenia, antes de ser remplazados por el Hornet en Malasia y por el bombardero a reacción Canberra.

## Diseño y desarrollo
El Bristol Type 164 fue el resultado de la especificación H.7/42 del Ministerio del Aire de 1942, que pedía un desarrollo más rápido del Beaufighter como torpedero y antibuque de largo alcance. El equipo de diseño de Bristol, a las órdenes de Leslie Frise, utilizó las alas, la cola y el tren de aterrizaje del Buckingham con un nuevo fuselaje de sección transversal ovalada. El piloto, el navegante/apuntador de bombas y el radio operador/artillero estaban agrupados en la cabina delantera. A pesar del cambio oficial en su papel como bombardero, los primeros once Brigand de la línea de producción se completaron como torpederos.

## Historia operacional
En 1946, los primeros 11 cazatorpederos (TF.1) de producción se entregaron al Escuadrón 36 y al 42 del Mando Costero de la RAF, que no tenían necesidad de aviones de ataque costeros en ese momento, por lo que los cazatorpederos fueron devueltos a Filton y convertidos a bombarderos ligeros (B.1). Los primeros B.1 se entregaron en 1949 al Escuadrón 84 en RAF Habbaniya para convertirse desde el Beaufighter, y el Escuadrón 5 en Aden, una unidad de Tempest. La primera unidad en convertirse desde Beaufighter a Brigand fue el Escuadrón 45, con base en la estación RAF Tengah, en la isla de Singapur, operando en apoyo de las fuerzas británicas contra las guerrillas comunistas, enfrentadas en una insurgencia en Malaya. El primer Brigand voló a Tengah desde RAF St Athan en noviembre de 1949, un viaje de 16 días.
Después de los vuelos de pruebas, la primera operación de combate fue realizada por el Brigand, pilotado por el teniente de vuelo Dalton Golding y tripulado por el operador de radio/radar Peter Weston, junto con cuatro Beaufighter del Escuadrón 45 contra objetivos en la jungla al oeste de Kluang, Malaya, el 19 de diciembre de 1949. El Brigand llevaba tres cohetes, una bomba de 230 kg y dos de 450 kg. La operación fue exitosa y el Escuadrón 45 pronto completó su conversión al Brigand. Los Brigand del Escuadrón 45 y pronto los del Escuadrón 84 participaron habitualmente en ataques contra objetivos insurgentes comunistas en toda Malaya, en apoyo directo y cercano de las fuerzas terrestres, además de proporcionar cobertura aérea según fuera necesario a los convoyes en tierra, contra posibles emboscadas.
Los problemas con el Brigand se hicieron evidentes durante las operaciones en Malaya, cuando los trenes de aterrizaje no bajaban. Esto se debía a que los sellos de goma en los actuadores hidráulicos se deterioraban en el clima cálido y húmedo. Justo cuando se estaba resolviendo este problema, surgió otro, más grave, porque provocó víctimas mortales: una propensión de daños y pérdidas de aeronaves durante las operaciones de ametrallamiento empleando los cuatro cañones de 20 mm. Una acumulación de gases en los largos tubos de explosión de los cañones, que pasaban por debajo de la cabina, se incendiaban por el uso de proyectiles de alto explosivo. Esto, a su vez, cortaba las líneas hidráulicas, que se quemaban. Esto se solucionó reduciendo drásticamente la carga de municiones y utilizando sólo municiones inertes. El Brigand también tenía una tendencia a desprender una pala de la hélice, lo que provocaba un fallo total de la misma; esto a su vez conducía a que el motor fuera arrancado del ala y a estrellarse inevitablemente. Se descubrió que el problema estaba causado por la corrosión en los anillos de bloqueo de la hélice. Un mantenimiento más frecuente ayudó a aliviar este problema.
Cuando todo funcionaba correctamente, sus pilotos consideraban que el Brigand era un buen avión:

El Brigand era agradable de volar, tenía controles de vuelo bien equilibrados y una amplia gama de potencia en los dos motores Bristol Centaurus. Estas características hicieron que la aeronave fuera espléndida para el vuelo en formación, lo cual era importante para nuestro método de operación. El avión también tenía suficiente alcance para alcanzar objetivos en toda Malasia desde la nueva base del Escuadrón en Tengah, en la isla de Singapur.
Squadron Leader A. C. Blythe

A medida que el Brigand quedó sujeto a más restricciones, ambos comandantes de unidad tuvieron serias dudas sobre el uso continuado del avión. Se decidió seguir utilizándolo, ya que mientras se realizara un mantenimiento minucioso se consideró que nada más podía salir mal. Otro defecto de diseño surgió en los fuelles de cuero utilizados para desplegar los frenos de aire durante los picados. En el clima tropical, el cuero se pudría y los frenos fallaban. Esto llevó a los Brigand a perder alas en picados debido a una velocidad o rotación excesiva, debido a que sólo se desplegaba un freno. Cuando se descubrió este problema, los frenos de aire de todos los Brigand se bloquearon mediante cables, lo que disminuyó la capacidad de bombardeo en picado de la aeronave.
El Escuadrón 45 se convirtió al De Havilland Hornet en enero de 1952, mientras que el Escuadrón 84 se disolvió en febrero de 1953. Poco después de esto, los Brigand fueron inmovilizados en tierra y retirados del servicio. Los Brigand también fueron utilizados operacionalmente sobre Adén por el 8 Escuadrón de 1950 a 1952, hasta que se descubrió que los largueros principales del Brigand eran sospechosos; los aviones fueron reemplazados por los Vampire. En 1950, nueve entrenadores de radar Brigand T.4 fueron entregados a la 228 OCU en RAF Leeming para entrenar a los navegantes de radar en el uso del radar de interceptación aérea. Otra variante con una instalación de radar diferente fue el Brigand T.5, que se convirtió desde B.1, y más tarde todos los T.4 también se modificaron al estándar T.5. El último operador fue la 238 OCU en RAF North Luffenham, que se disolvió en marzo de 1958.

## Variantes

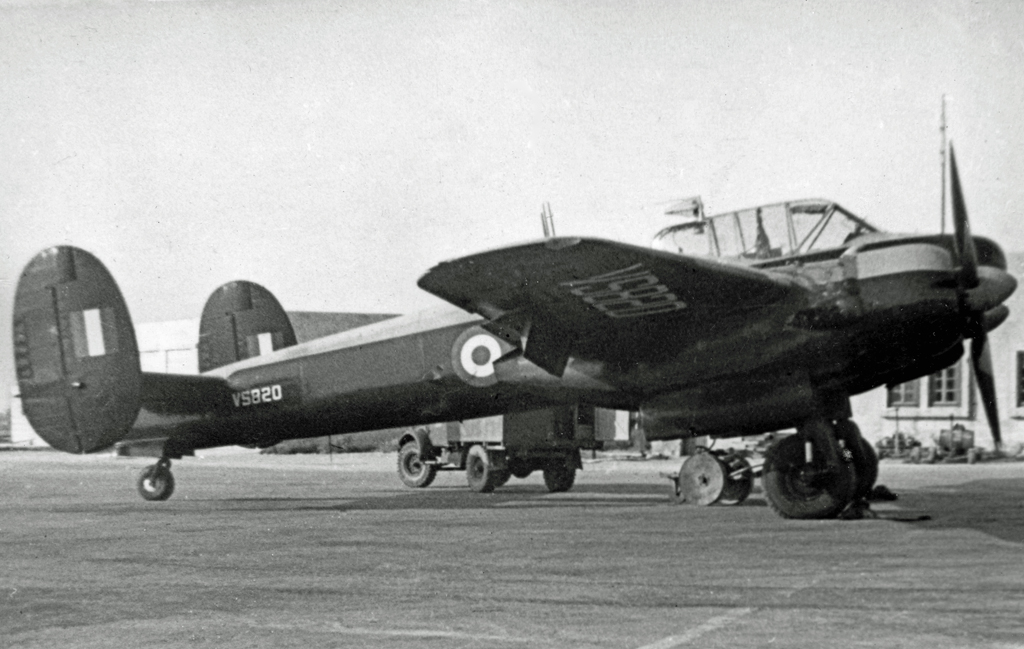
Brigand MET.3 del 1301 Flight RAF en RAF Luqa, Malta, en junio de 1949.

Type 164 Brigand
Cuatro prototipos, originalmente con motores Centarus VII.
Brigand TF.1
Variante torpedero de producción, 11 construidos, más tarde convertidos a la variante B.1.
Brigand B.1
Variante bombardero, arma trasera desmontada y añadidos soportes externos para bombas y raíles para cohetes, 106 construidos y 11 conversiones desde la variante TF.1.
Type 165 Brigand II
Propuesta variante de entrenamiento con controles dobles, no construida, ya que el Buckmaster, una conversión de doble mando del Buckingham, fue usada en lugar de esta variante.
Brigand MET.3
Variante desarmada de reconocimiento meteorológico, 16 construidos.
Brigand T.4
Variante de entrenamiento, usada para entrenar a los operadores del radar de interceptación aérea (AI), nueve construidos; los supervivientes fueron convertidos al estándar T.5.
Brigand T.5
Versión de entrenamiento mejorada que, al igual que la anterior T.4, fue usada para entrenar a operadores del radar AI, conversiones desde las variantes B.1 y T.4.

## Operadores
Pakistán
- Real Fuerza Aérea de Pakistán

 Reino Unido
- Real Fuerza Aérea

## Especificaciones
Referencia datos: Jane's All The World's Aircraft 1951–52

### Características generales
- Tripulación: Tres (piloto, navegante/apuntador de bombas y radio operador/artillero)
- Longitud: 14,2 m (46,4 ft)
- Envergadura: 22,1 m (72,3 ft)
- Altura: 5,3 m (17,5 ft) (cola arriba)
- Superficie alar: 66,7 m² (718 ft²)
- Perfil alar: RAF 28 (modificado)
- Peso vacío: 11 611 kg (25 590,6 lb)
- Peso máximo al despegue: 17 690 kg (38 988,8 lb)
- Planta motriz: 2× motor radial de 18 cilindros refrigerado por aire Bristol Centaurus 57.
  - Potencia: 1840 kW (2537 HP; 2502 CV) (potencia de despegue) cada uno.
- Hélices: 1× Rotol de cuatro palas de velocidad constante por motor.
- Diámetro de la hélice: 4,3 m

### Rendimiento
- Velocidad máxima operativa (Vno): 583 km/h (362 MPH; 315 kt) a 4900 m (16 000 pies)
- Velocidad crucero (Vc): 517 km/h (321 MPH; 279 kt) a 7000 m (23 000 pies)
- Alcance: 4500 km (2430 nmi; 2796 mi)
- Techo de vuelo: 7900 m (25 919 ft)
- Régimen de ascenso: 7,6 m/s (1496 ft/min)

### Armamento
- Cañones: 

  - 4x Hispano Mk V de 20 mm
- Bombas: 910 kg bajo las alas y en el fuselaje
- Cohetes: 

  - 8x RP-3 de 27 kg, 8x AP Mk.1 de 11 kg o 8x AP Mk.2 de 11 kg

## Aeronaves relacionadas

### Aeronaves similares
- Messerschmitt Me 410
- Grumman F7F Tigercat
- Kawasaki Ki-102
- Mitsubishi Ki-83
- Tairov Ta-3

### Secuencias de designación
- Secuencia Numérica (interna de Bristol): ← 161 - 162 - 163 - 164 - 165 - 166 - 167 - 170 →